# Chula Vista (hrabstwo Zavala)
Chula Vista – jednostka osadnicza w Stanach Zjednoczonych, w stanie Teksas, w hrabstwie Zavala.